# Stenoma adminiculata
Stenoma adminiculata es una especie de polilla del género Stenoma, orden Lepidoptera. Fue descrita científicamente por Meyrick en 1915.  Se encuentra en las Guayanas.
Tiene una envergadura de 24 a 26 mm. Las alas anteriores son violeta castaño pálido con el borde extremo costal ocráceo blanco y con una línea casi recta, algo irregular oscura desde un cuarto de la costa hasta el medio con una pequeña proyección en el medio. Hay una marca delgada fusiforme de color oscuro a lo largo de la costa y dos puntos oscuros borrosos atraviesan transversalmente la celdilla. Una mancha semicircular oscura se encuentra en la costa. También hay una serie de puntitos oscuros. Las alas posteriores son amarillas ocráceas.